# 收物縣
收物縣，是明代交阯承宣布政使司下轄的一個縣，治所约在今越南安沛省安平縣。

## 沿革
- 永樂五年（1407年）六月癸未置，屬宣化直隸州領，並置收物縣之石思鄉巡檢司[3][4]。
- 永樂六年冬十月己卯，陞交阯宣化州為宣化府[5][6][7][8][9]。
- 永樂十四年五月丙午，設交阯收物縣儒學、醫學、僧會司、道會司[10]。